# Sevens (Brandon Lake-dal)
A Sevens Brandon Lake amerikai zenész dala.  2025. május 15-én jelent meg a dal a King of Hearts album negyedik hivatalos kislemezeként volt. 

## Háttér
2025. április 2-án Lake a dél-karolinai charlestoni  Riviera Színházban mutatta be a dalt. 
Miután látta a dal fogadtatását, 2025. május 12-én a közösségi médiában bejelentette, hogy kiadja azt, ha a vele egy időben megjelenő album, a King of Hearts 24 órán belül 20 000 előmentést ér el.  Május 15-én a dal hivatalos kislemezként jelent meg.   A dalhoz hivatalos videoklip és dalszöveges videó is készült. 

## Keletkezése

### Kiadása
Lake, Steven Furtick, Hank Bentley, Jacob Sooter és Micah Nichols szerezték a dalt.
David Whitworth programozóként és hangmérnökként tevékenykedett, Nichols pedig producerként és vágóként is tevékenykedett. 

### Kompozíció
A „Sevens” C-dúr hangnemben íródott, percenként 181,5 ütés sebességgel és  A dal 4:22 perc hosszú. 
Logan Sekulow, a CCM Magazine munkatársa a dalt a 2000-es évek eleji rockzenéhez hasonlította, azt mondta, hogy a dal hangzása hasonló a Stryper, a Barren Cross, a Black Sabbath és a Metallica zenéjéhez. Megjegyezte, hogy a dalszövegek „apokaliptikus” és „végidők” témájúak voltak, a Biblia Jelenések könyvéhez kapcsolódó témákkal.  

## Helyezései
Az első slágerlistás hetében a "Sevens" a csúcson debütált, a 15. helyen a Billboard Hot Christian Songs listáján, a 7. helyen a Christian Digital Song Sales listáján és a 12. helyen a Rock Digital Song Sales listáján.

## Slágerlisták
| Lista (2024–2025)                              | Csúcs |
| ---------------------------------------------- | ----- |
| Amerikai Rock Digital Song SAles ( Billboard ) | 12    |
| Amerikai Hot Christian Songs ( Billboard )     | 15    |

## Kiadása
| Régió     | Változat    | Kiadás         | Dátum            | Formátum | Címke | Sablon:Ref. |
| --------- | ----------- | -------------- | ---------------- | -------- | ----- | ----------- |
| Különféle | Eredeti élő | Sevens         | 2025. május 5.   |          |       |             |
| Különféle | Eredeti     | King of Hearts | 2025. június 13. |          |       |             |

## Fordítás
Ez a szócikk részben vagy egészben  a   Sevens (Brandon Lake song) című angol Wikipédia-szócikk fordításán alapul.  Az eredeti cikk szerkesztőit annak laptörténete sorolja fel. Ez a jelzés csupán a megfogalmazás eredetét és a szerzői jogokat jelzi, nem szolgál a cikkben szereplő információk forrásmegjelöléseként.